# 장 타리스, 물의 왕
장 타리스, 물의 왕(프랑스어: Taris, roi de l'eau)는 수영 선수 장 타리스에 대한 장 비고 감독의 단편 다큐멘터리 영화이다. 슬로 모션, 디졸브 등 당시에는 획기적이었던 기법들이 사용되었다.